# Albert Aurier
Gabriel-Albert Aurier (Châteauroux, 5 de maio de 1865 – Paris, 5 de outubro de 1892) foi um crítico de arte e poeta francês.

## Biografia
Aurier era filho de um notário, indo para Paris em 1883 a fim de estudar direito, porém acabou descobrindo uma paixão por arte e literatura. Ele fundou o jornal Mercure de France junto com Alfred Vallette e Julien Leclercq, publicando vários artigos sobre pintores então pouco conhecidos como Paul Gauguin, Vincent van Gogh, Pierre Puvis de Chavannes, Gustave Moreau, Pierre-Auguste Renoir, Claude Monet e outros. Por meio do jornal, Aurier foi um dos promotores do simbolismo.
Ele morreu de febre tifoide aos 27 anos de idade depois de uma viagem para Marselha. Amigos e outros artistas acompanharam seu caixão até a estação de trem, de onde foi levado até Châteauroux para ser enterrado no panteão de sua família.

## Crítica de arte selecionada
- Les Isolés: Vincent van Gogh, Mercure de France, January 1890, pp. 24-29 tradução em inglês
- Le Symbolisme en peinture: Paul Gauguin, Mercure de France, March 1891, pp. 155-165
- Les Symbolistes, Revue encyclopédique 2, 1-4-1892, pp. 474–486, ilustrado

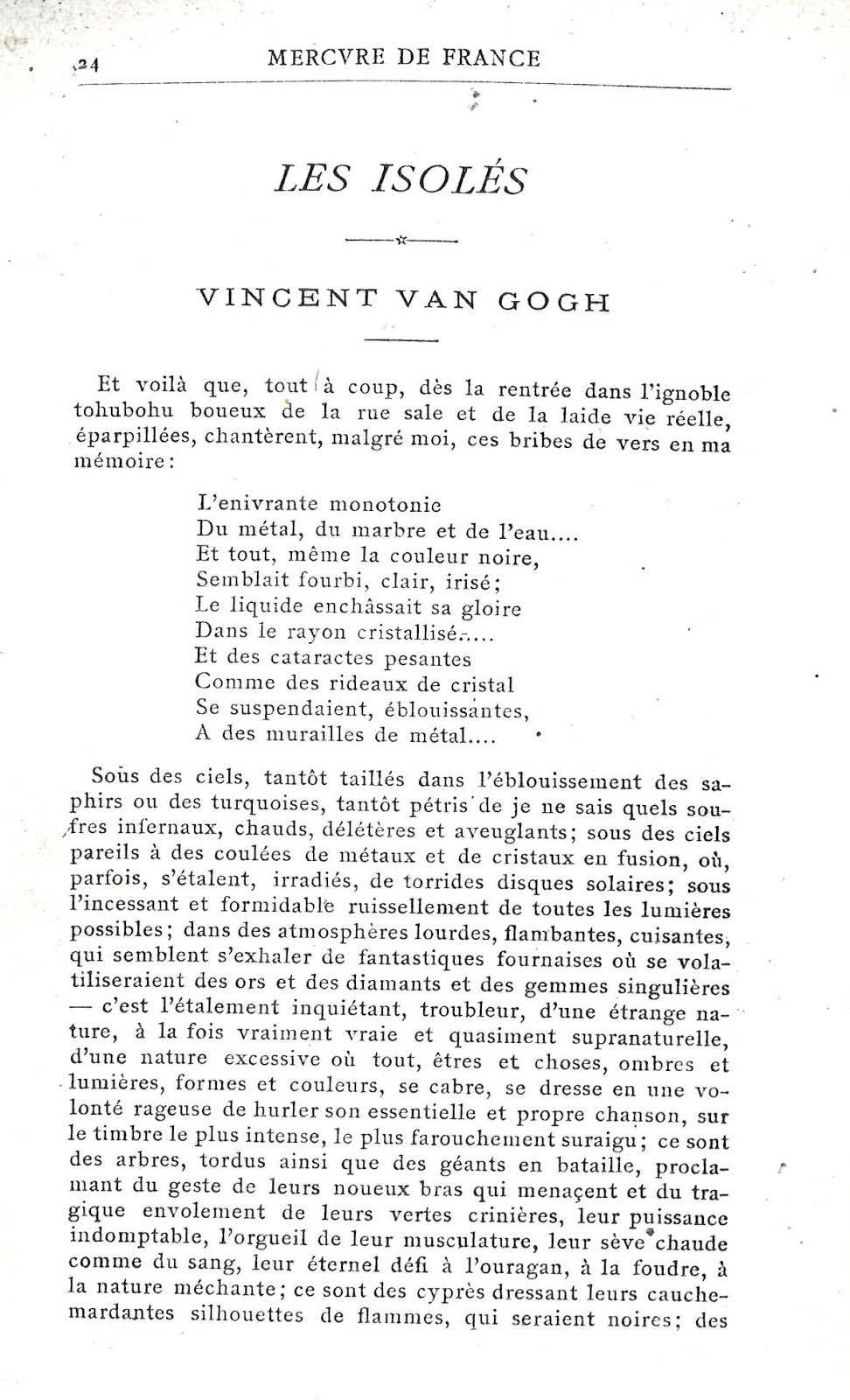
Gabriel Albert Aurier: Les isolés, artigo elogiando Vincent van Gogh, Mercure de France, janeiro de 1890.
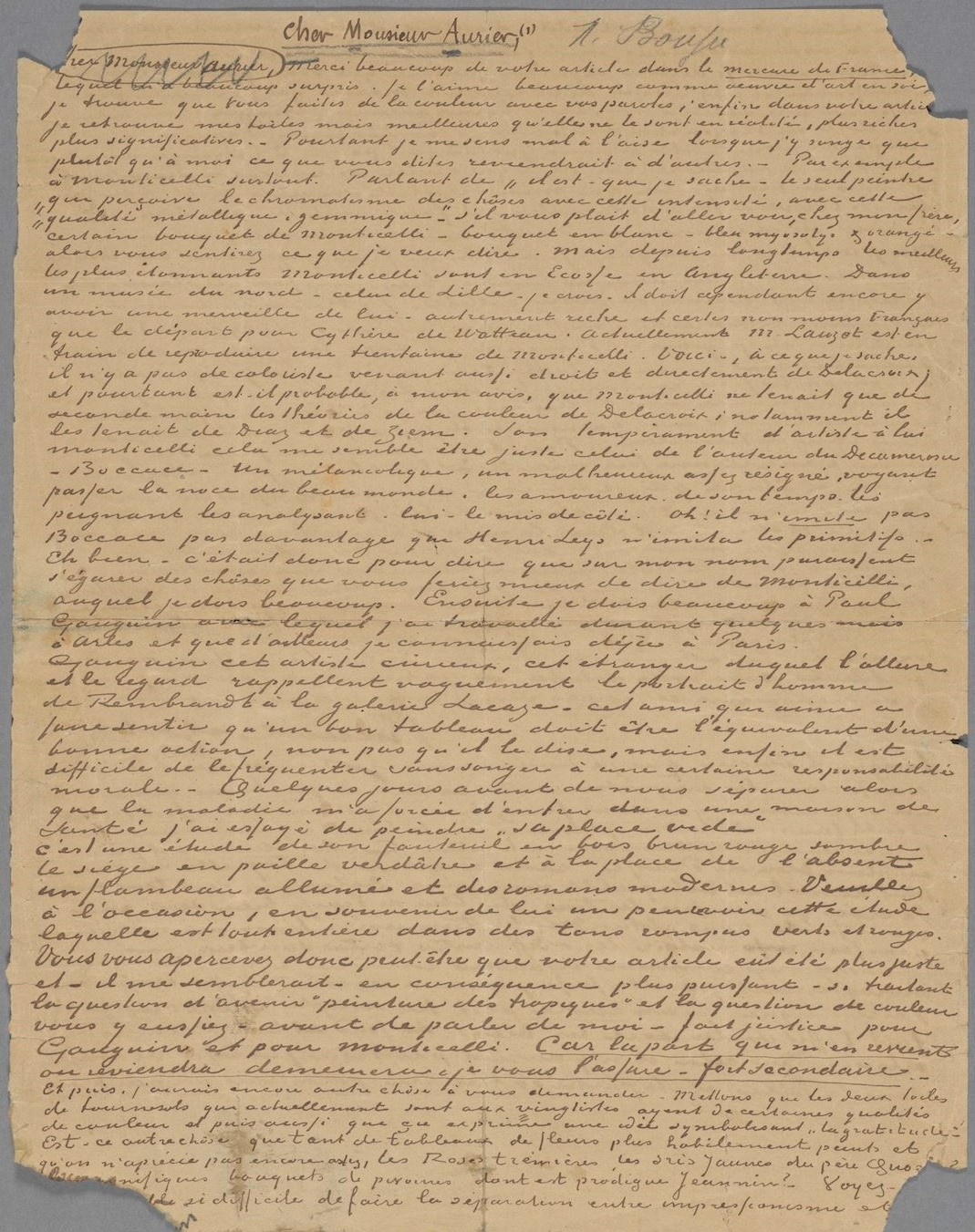
Vincent van Gogh: Carta a Albert Aurier, 8 ou 9 de fevereiro de 1890.